# Erhvervspartiet
Erhvervspartiet (Partit dels Empresaris) fou un partit polític danès, actiu entre 1918 i 1924. Va rebre el suport dels petits i mitjans empresaris de Copenhaguen.
El partit es va fundar el 1917i a les eleccions legislatives daneses de 1918 va obtenir un escó, que van augmentar a quatre a les eleccions d'abril i juliol de 1920. A les eleccions de 1924, però, va obtenir només el 0,2% dels vots i va perdre la representació parlamentària. Poc després es va dissoldre.

## Resultats electorals

### Eleccions legislatives
| Any        | Vots   | %    | +/–   | Escons  | +/– |
| ---------- | ------ | ---- | ----- | ------- | --- |
| 1918       | 11,934 | 1.30 | Nou   | 1 / 140 | Nou |
| 1920 (I)   | 29,464 | 2.88 | +1.58 | 4 / 139 | 3   |
| 1920 (II)  | 25,627 | 2.69 | –0.19 | 4 / 139 | =   |
| 1920 (III) | 27,403 | 2.26 | –0.43 | 3 / 148 | 1   |
| 1924       | 2,102  | 0.16 | –2.10 | 0 / 148 | 3   |